# Mastigoteuthis schmidti
Mastigoteuthis schmidti är en bläckfiskart som beskrevs av Degner 1925. Mastigoteuthis schmidti ingår i släktet Mastigoteuthis och familjen Mastigoteuthidae. Inga underarter finns listade i Catalogue of Life.